# Aize Obayan
Aize Obayan (4 tháng 3 năm 1960 – 29 tháng 1 năm 2019) là một nhà quản lý giáo dục Nigeria và là giáo sư tư vấn với chuyên môn về các khía cạnh đa văn hóa của Bố trí hành vi của con người.

## Giáo dục và sự nghiệp
Obayan lấy bằng tiến sĩ tại Đại học Ilorin và trước khi gia nhập Đại học Covenant, bà là giảng viên cao cấp tại Đại học Roehampton, Vương quốc Anh. 
Obayan từng là Phó hiệu trưởng của Đại học Covenant, Canaanland, Ota, Nigeria  từ năm 2005 đến tháng 12 năm 2012, khi cô được thay thế bởi Charles Ayo. Bà cũng là Phó hiệu trưởng của Đại học Landmark, Omu-Aran, Nhà nước Kwara và Giám đốc Trung tâm Phát triển Lãnh đạo Châu Phi tại Đại học Covenant.

## Cuộc sống cá nhân
Bà đã kết hôn với Adetokunbo Obayan của công ty tư vấn lãnh đạo Adetokunbo Obayan và cộng sự; ông mất năm 2017. Họ có hai người con là Joshua và Toluwani. Bà mất vào ngày 29 tháng 1 năm 2019. Bà ấy là một Cơ đốc nhân.